# Eogenes
Eogenes là một chi bướm ngày thuộc họ Bướm nâu.